# Königshain
Königshain (obersorbisch Kralowski haj) ist eine Gemeinde im Landkreis Görlitz im Osten Sachsens. Die Gemeinde gehört zur Verwaltungsgemeinschaft Reichenbach/O.L.

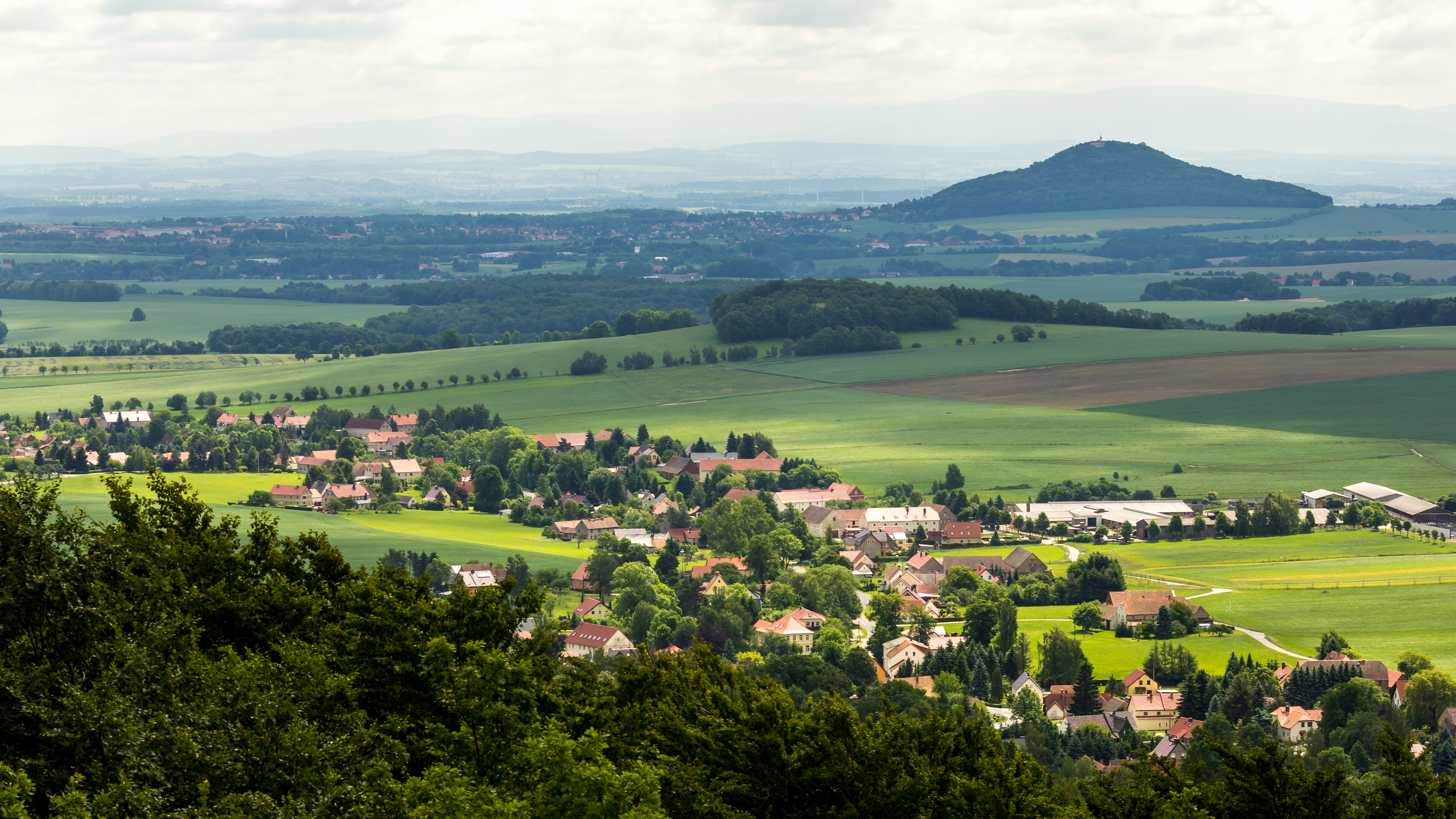
Königshain, vom Hochstein aus gesehen.
Im Hintergrund die Landeskrone

## Geografie
Die Gemeinde Königshain liegt im zentralen Teil des Landkreises etwa 9 km westlich von Görlitz zwischen den Königshainer Bergen. Der Ort ist ein Waldhufendorf mit zahlreichen gut erhaltenen Vierseithöfen.

## Geschichte

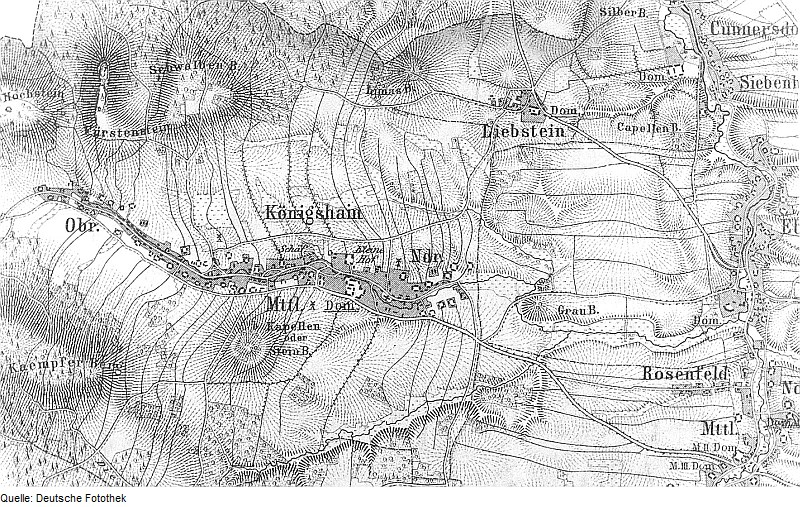
Karte mit Königshain von ca. 1905

Der Ort Königshain wurde erstmals im Jahr 1298 urkundlich erwähnt. Die Gemahlin eines böhmischen Königs soll sich hier in den Wäldern ein Jagdquartier eingerichtet haben (daher stammt wahrscheinlich auch der Name). Während der Hussitenkriege wurde Königshain im Jahr 1429 zerstört.
Erhalten blieb ein Steinbau, der Steinstock, der als der älteste Profanbau der Oberlausitz gilt, das Mauerwerk stammt aus dem 13. oder 14. Jahrhundert. Der Wohnturm war im Mittelalter mit einem Wassergraben umgeben und diente als Rittersitz. Auf dem steinernen Sockelgeschoss befand sich vermutlich ein Obergeschoss aus Holz oder Fachwerk, wie häufig bei Weiherhäusern.
Im Jahr 1504 erwarb der reiche Görlitzer Kaufmann Hans Frenzel das Rittergut Königshain. Sein Sohn Joachim Frenzel errichtete darauf ein Wasserschloss im Renaissancestil. Dieses wurde im Dreißigjährigen Krieg schwer beschädigt. 1660 ging es in den Besitz des Breslauer Kaufmanns Ernst Moritz von Schachmann über, in dessen Familie es verblieb. Er ließ den Renaissancebau, der 1668 durch Blitzschlag abgebrannt war, wieder aufbauen; die Eingangsseite des eingeschossigen Rechteckbaues wird von zwei quadratischen Turmvorbauten flankiert. Im nordöstlichen Hauptraum ist eine farbig gefasste Holzbalkendecke erhalten.
Der bekannteste Vertreter derer von Schachmann, der Numismatiker und Naturforscher Carl Adolph Gottlob von Schachmann, baute von 1764 bis 1766 in der Nähe des alten Schlosses ein Barockschloss im schlichten französischen Stil, vermutlich von Baumeistern des Dresdner Rokoko. Zwei Seitenflügel umfassen einen breiten Ehrenhof, die seitlichen Pavillons besitzen geschweifte Walmdächer. Davor bilden quergestellte Kopfbauten das Entree. Auf der Parkseite tritt der Mittelrisalit dreiseitig hervor. Der Gartensaal im Erdgeschoss hat eine Stuckdecke mit Rocaille-Motiven, der ovale Festsaal im Obergeschoss verfügt über eine klassizistische Ausmalung.
Nach seinem und seiner Gattin Tod ging der Besitz an seinen Neffen Carl Heinrich Ludwig von Heynitz. Die Familie Heynitz besaß das Gut bis zu ihrer Vertreibung 1945. Am Ende des Zweiten Weltkrieges wurde im Schloss Königshain ein Hauptverbandplatz eingerichtet. Daran erinnern noch heute zwei Friedhöfe im Park. Zu DDR-Zeiten waren Schloss und Gut Königshain Zentrum eines landwirtschaftlichen Betriebes.
Ein wesentlicher Erwerbszweig in Königshain war seit dem 18. Jahrhundert die Arbeit in den Granitsteinbrüchen der Königshainer Berge. Der Abtransport der Steine wurde mit dem Bahnanschluss durch die Görlitzer Kreisbahn von Görlitz nach Weißenberg im Jahr 1905 wesentlich verbessert. Der letzte der Steinbrüche schloss 1975.

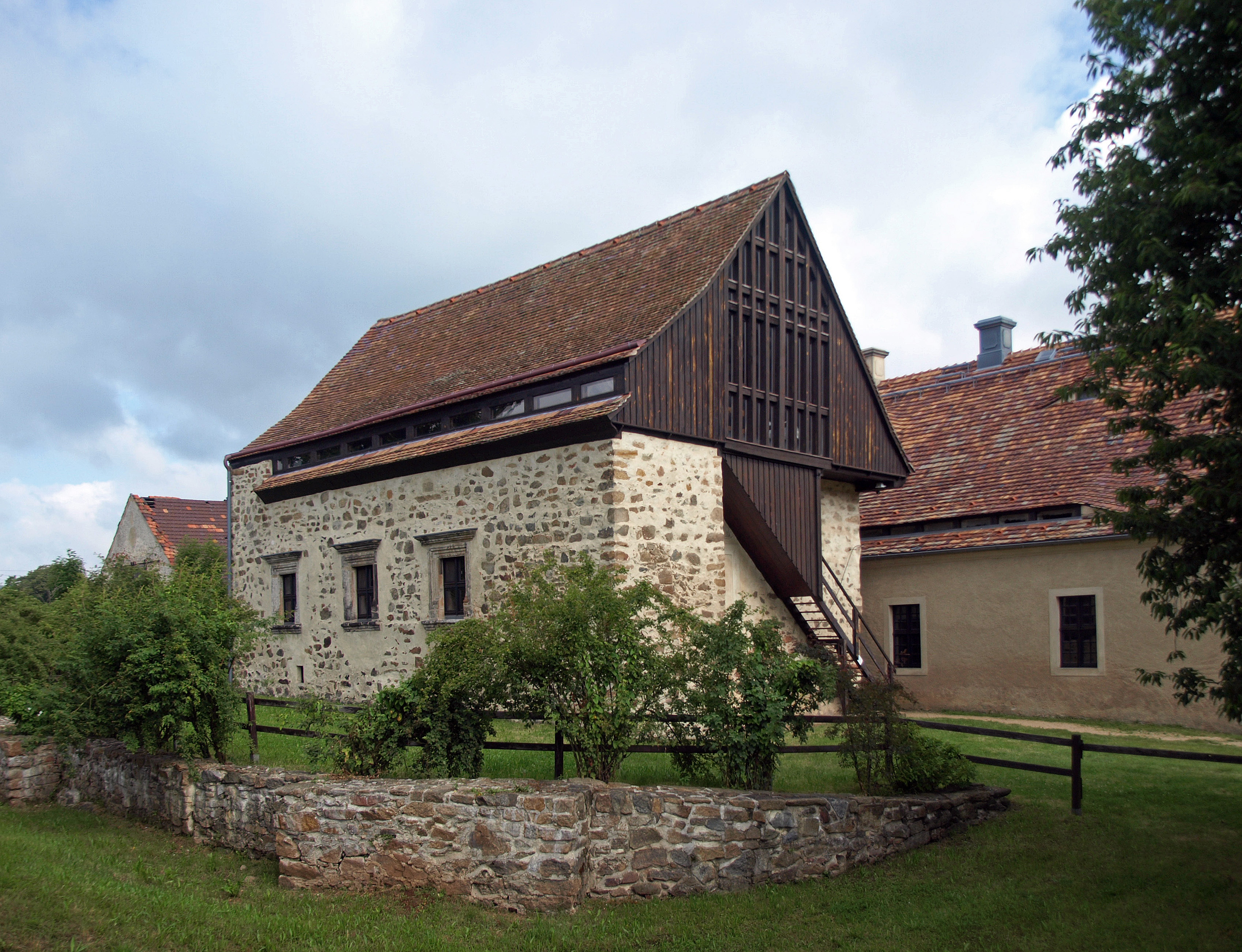
Steinstock Königshain
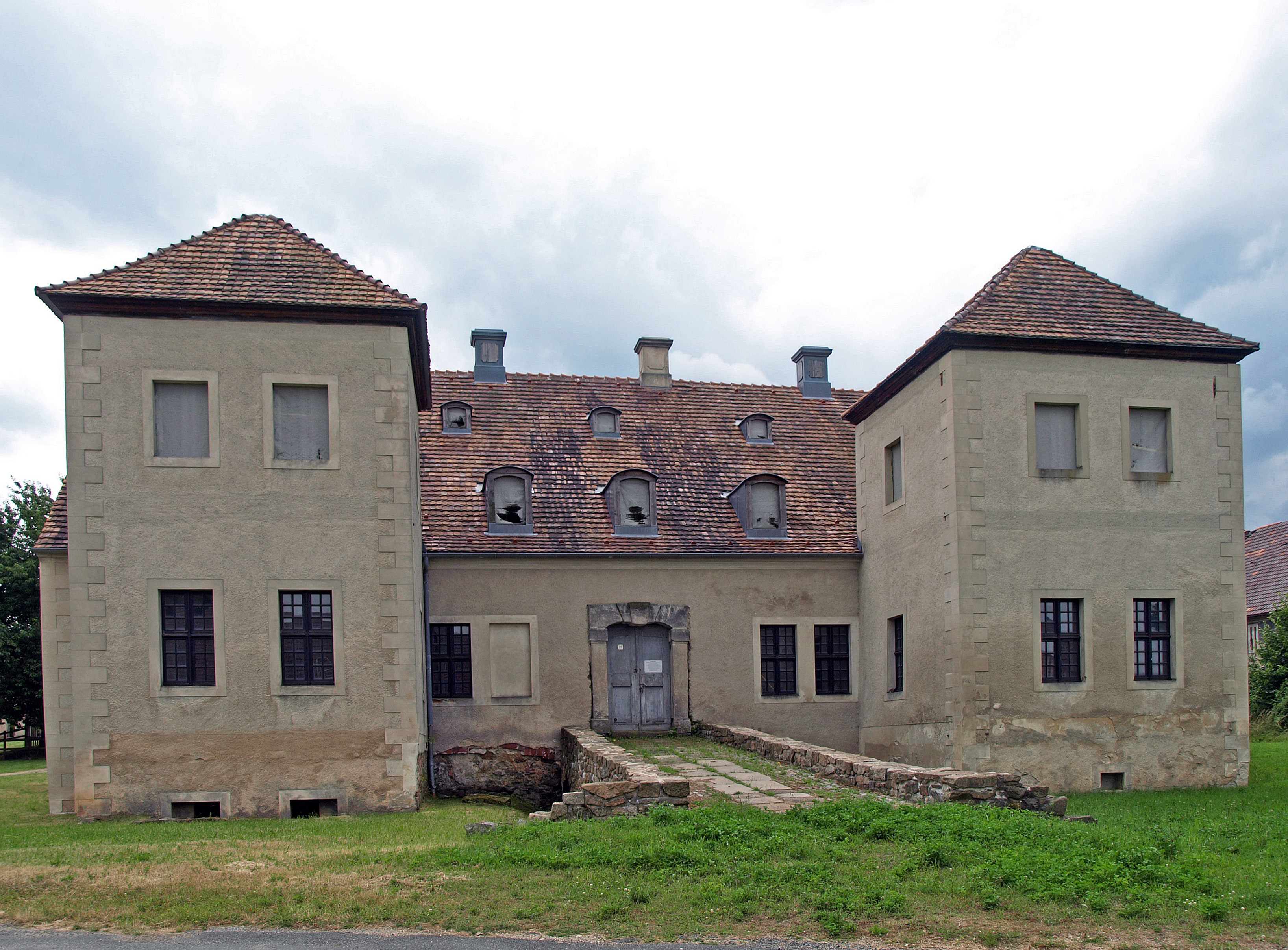
Renaissanceschloss
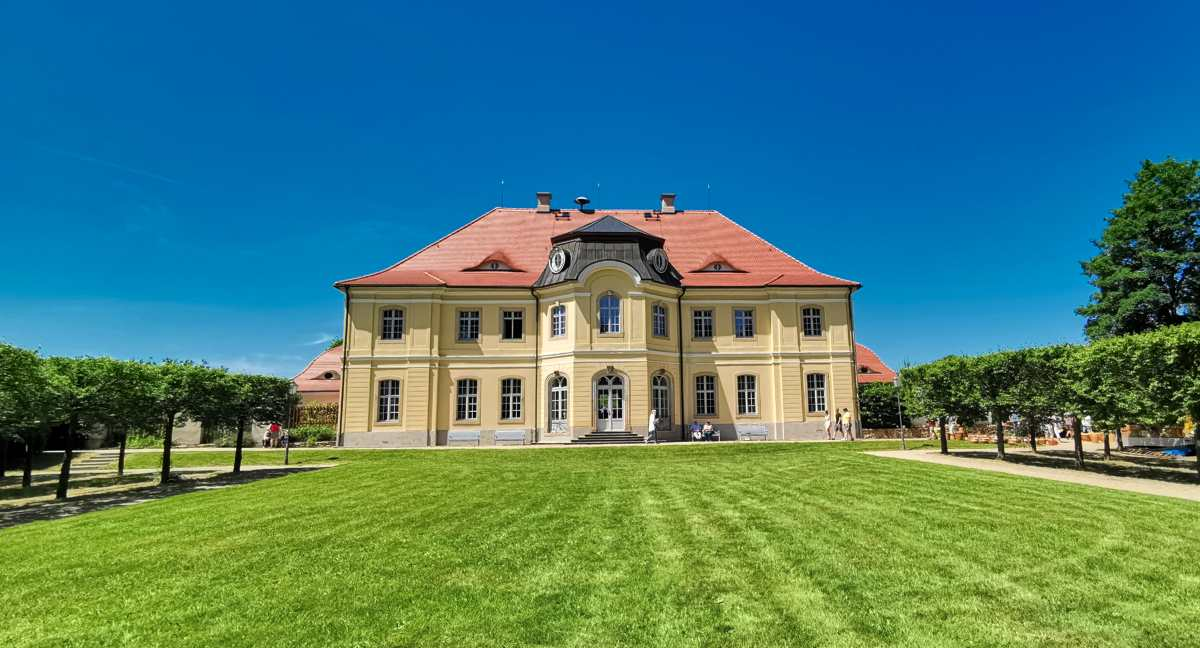
Barockschloss (Parkseite)
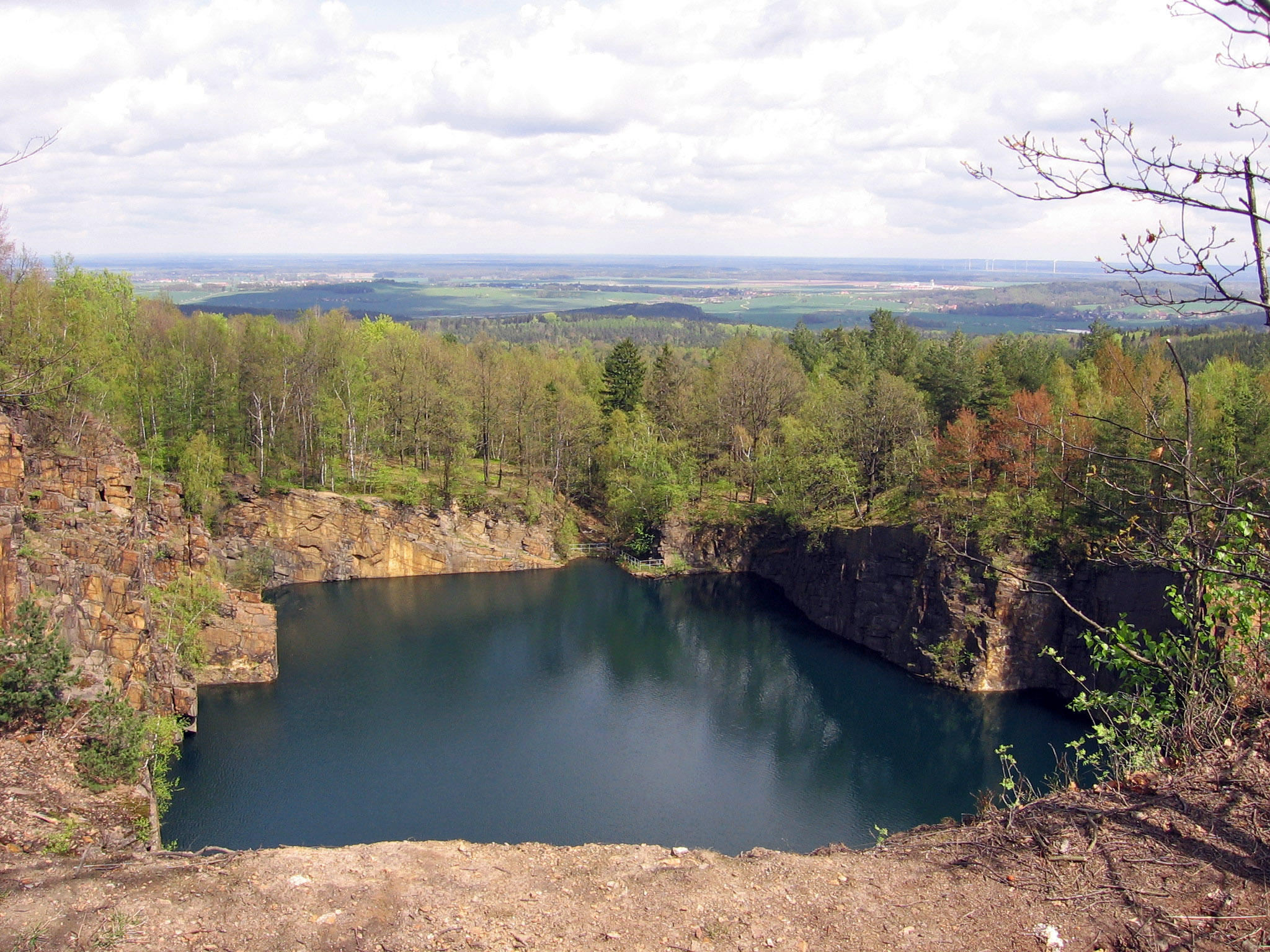
Blick auf den stillgelegten Thadenbruch

## Sehenswürdigkeiten
- Steinstock (ältester Profanbau der Oberlausitz), im 13./14. Jahrhundert als mittelalterlicher Wohnturm erbaut
- Renaissance-Schloss[4] (auch Wasserschloss)
- Barockschloss mit Parkanlage (Rhododendronanlage)
- Dorfkirche mit Parkanlage
- zahlreiche gut erhaltene Vierseithöfe
- Granitabbaumuseum mit Natur- und Steinbruch-Lehrpfad durch die stillgelegten Steinbrüche
- Hochstein 406 m ü. NN, mit über 22 Meter hohem Aussichtsturm
- Kuckuckstein 340 m ü. NN, mit Sichtloch zur Wintersonnenwende

Die Kulturdenkmale sind in der Liste der Kulturdenkmale in Königshain erfasst.
Der Schlosspark ist Mitglied des Gartenkulturpfades beiderseits der Neiße. Dies verbessert die Möglichkeiten der Pflege (Parkseminare) und die Aussichten auf Förderung sowie die touristische Erschließung.

### Naturschutz
- Siehe auch: Liste der Naturdenkmale in Königshain

## Politik

### Gemeinderat
Seit der Gemeinderatswahl am 9. Juni 2024 verteilen sich die 12 Sitze des Gemeinderates folgendermaßen auf die einzelnen Gruppierungen:
- Wählervereinigung Vereinsring Königshain (WVVK): 5 Sitze
- AfD: 2 Sitze
- CDU: 2 Sitze
- Einzelbewerber Matthias Knappe: 1 Sitz
- Einzelbewerber Thomas Schmidt: 1 Sitz
- Einzelbewerber Silvio Schaal: 1 Sitz

| Gemeinderat ab 2024Insgesamt 12 Sitze - WVK: 5 - EMK: 1 - ETS: 1 - ESS: 1 - CDU: 2 - AfD: 2 | Liste                                    | 2024   | 2024   | 2019   | 2019   | 2014   | 2014   |
| Gemeinderat ab 2024Insgesamt 12 Sitze - WVK: 5 - EMK: 1 - ETS: 1 - ESS: 1 - CDU: 2 - AfD: 2 | Liste                                    | Sitze  | in %   | Sitze  | in %   | Sitze  | in %   |
| Gemeinderat ab 2024Insgesamt 12 Sitze - WVK: 5 - EMK: 1 - ETS: 1 - ESS: 1 - CDU: 2 - AfD: 2 | Wählervereinigung Vereinsring Königshain | 5      | 48,6   | 8      | 62,7   | 8      | 66,1   |
| Gemeinderat ab 2024Insgesamt 12 Sitze - WVK: 5 - EMK: 1 - ETS: 1 - ESS: 1 - CDU: 2 - AfD: 2 | AfD                                      | 2      | 18,8   | 1      | 16,4   | –      | –      |
| Gemeinderat ab 2024Insgesamt 12 Sitze - WVK: 5 - EMK: 1 - ETS: 1 - ESS: 1 - CDU: 2 - AfD: 2 | CDU                                      | 2      | 15,5   | 2      | 20,9   | 4      | 33,9   |
| Gemeinderat ab 2024Insgesamt 12 Sitze - WVK: 5 - EMK: 1 - ETS: 1 - ESS: 1 - CDU: 2 - AfD: 2 | Einzelbewerber Matthias Knappe           | 1      | 5,0    | –      | –      | –      | –      |
| Gemeinderat ab 2024Insgesamt 12 Sitze - WVK: 5 - EMK: 1 - ETS: 1 - ESS: 1 - CDU: 2 - AfD: 2 | Einzelbewerber Thomas Schmidt            | 1      | 4,7    | –      | –      | –      | –      |
| Gemeinderat ab 2024Insgesamt 12 Sitze - WVK: 5 - EMK: 1 - ETS: 1 - ESS: 1 - CDU: 2 - AfD: 2 | Einzelbewerber Silvio Schaal             | 1      | 4,5    | –      | –      | –      | –      |
| Gemeinderat ab 2024Insgesamt 12 Sitze - WVK: 5 - EMK: 1 - ETS: 1 - ESS: 1 - CDU: 2 - AfD: 2 | Einzelbewerber Kristina Seifert          | –      | 3,0    | –      | –      | –      | –      |
| Gemeinderat ab 2024Insgesamt 12 Sitze - WVK: 5 - EMK: 1 - ETS: 1 - ESS: 1 - CDU: 2 - AfD: 2 | Wahlbeteiligung                          | 82,9 % | 82,9 % | 74,8 % | 74,8 % | 60,2 % | 60,2 % |

### Bürgermeister
Am 7. Juni 2015 wurde Siegfried Lange wiedergewählt. Am 12. Juni 2022 wurde Maik Wobst zu seinem Nachfolger gewählt.
| Wahl | Bürgermeister   | Vorschlag       | Wahlergebnis (in %) |
| ---- | --------------- | --------------- | ------------------- |
| 2022 | Maik Wobst      | Einzelvorschlag | 50,4                |
| 2015 | Siegfried Lange | Lange           | 93,3                |
| 2008 | Siegfried Lange | Lange           | 98,5                |
| 2001 | Siegfried Lange | Lange           | 82,4                |

## Sport
Königshain hat einen Sportverein, mit den Abteilungen Fußball, Tischtennis und Gymnastik. Die erste Herren-Fußballmannschaft des SV Königshain spielte bis zum Rückzug vom Spielbetrieb nach der Saison 2012/13 in der Kreisoberliga (7. Liga) des Sächsischen Fußball-Verbandes.

## Wirtschaft und Infrastruktur
Verkehrsanbindung

Die Bundesstraße 6 verläuft südlich und die Bundesautobahn 4 nördlich der Gemeinde. Der hier gelegene Autobahntunnel Königshainer Berge ist der zweitlängste Deutschlands. Die Bahnstrecke von Görlitz nach Königshain ist seit 1993 stillgelegt und wurde 2009 als Radweg umgestaltet.

## Persönlichkeiten
- Hans Frenzel der Reiche (1463–1526), Großhändler, Biereigner und Bauherr. Besaß Königshain
- Joachim Frenzel (1515–1565), Grundherr. Ließ in Königshain das Renaissanceschloss erbauen
- Balthasar Dietrich (1527–1595), evangelischer Pfarrer
- Adolf Ernst von Schachmann (1642–1728), kursächsischer Generalmajor
- Carl Adolph Gottlob von Schachmann (1725–1789), Altertumssammler, Naturforscher, Numismatiker und Maler, Gutsbesitzer in Königshain
- Tobias Müller (* 1993), Fußballspieler, wuchs in Königshain auf